# Condado de Cleveland (Oklahoma)
O Condado de Cleveland (em inglês:  Cleveland County) é um dos 77 condados do estado norte-americano do Oklahoma. A sede e maior cidade do condado é Norman. Foi fundado em 1890 e o seu nome é uma homenagem a Grover Cleveland (1837-1908), que por duas vezes foi presidente dos Estados Unidos.
O condado possui uma área de 1 445 km², dos quais 1 395 km² estão cobertos por terra e 50 km² por água, uma população de 255 755 habitantes, e uma densidade populacional de 183,3 hab/km² (segundo o censo nacional de 2010). É o terceiro condado mais populoso de Oklahoma.